# Сражение при Хандшусхайме
Сражение при Хандшусхайме (нем. Schlacht bei Handschuhsheim) или сражение при Гейдельберге — одно из сражений осенней кампании 1795 года войны первой коалиции эпохи французских революционных войн, состоявшееся 24 сентября 1795 года. Отдельный корпус австрийской армии под командованием фельдмаршал-лейтенанта Петера Витуса фон Квоздановича, столкнувшись с наступающей французской Рейнско-Мозельской армией генерала Шарля Пишегрю, разбил одну её дивизию и отбросил другую. Победа была достигнута благодаря широкому использованию кавалерийских резервов для нанесения ударов во фланг противника.

## Перед сражением
После капитуляции Мангейма 20 сентября командующий Рейнско-Мозельской армией генерал Пишегрю получил прекрасную возможность захватить главную базу снабжения австрийской Нижне-Рейнской армии Клерфэ в Гейдельберге. Армия Клерфэ была слишком далеко на севере (численность 90 тысяч, район Ангербаха и Альтенхайма), чтобы спасти свою базу снабжения, в то время как Верхне-Рейнская армия Вурмзера всё ещё концентрировала свои части вокруг Базеля. Посланный Вурмзером фельдмаршал-лейтенант Петер Витус фон Квозданович, в спешке двигавшийся на Маннгейм, чтобы усилить гарнизон города, узнав о его сдаче французам, занял позицию недалеко от Гейдельберга. У Квоздановича в Гейдельберге было примерно 8000 австрийских войск. Он разместил бригаду генерал-майора Адама Баялича в Хандшусхайме на северном берегу, бригаду генерал-майора Михаэля фон Фрёлиха в Кирххайме на южном берегу и бригаду генерал-майора Андреаса Карачая дальше на юг около Вислоха. Дивизия Цехентнера, из армии Клерфэ, накануне отошедшая от Кеферталя, стояла севернее — в Вайнхайме и Шрисхайме.
22 сентября две французские колонны, численностью в 12 тысяч человек, двинулись в наступление вверх по течению Неккара: 6 дивизия генерала Жан-Жака Амбера вместе с бригадой кавалерии наступала по южному берегу реки в направлении Швецингена, а 7 дивизия генерала Жоржа Жозефа Дюфура (бригады Кавруа и Дюсира) продвигалась по северному берегу на Кеферталь.
Авангард Цехентнера был отброшен из Шрисхайма, отошёл на север и больше не принимал участия в сражении. Однако в ночь на 23 сентября подошедшие части Квоздановича снова заняли посёлок. Славонский пограничный батальон и эскадрон кирасиров остались в Шрисхайме и с утра в течение семи часов сдерживали французов, прежде чем отступили из-за превосходства противника в численности.
Под гул оживлённой канонады австрийцы от Шрисхайма отошли в Хандшусхайм, где Квазданович ожидал главного удара и предусмотрительно перегородил дорогу к городку.
И французы, и австрийцы надеялись 24 сентября развить успех: одни — не дать соединиться двум австрийским армиям и захватить их главную базу снабжения, другие — удержать позиции и произвести это соединение. Антуан Кристоф Мерлен (из Тионвиля), французский представитель Конвента при Рейнско-Мозельской армии, только недавно прибывший в Маннгейм, и генерал Шарль Пишегрю заказали на этот день в Гейдельберге, ещё не занятом их войсками, званый обед в честь ожидавшейся победы.

## Ход сражения
Утром 24 сентября дивизия Дюфура, оставив полубригаду у Кеферталя, вышла двумя колоннами на Ладенбург. В половине 7 часов утра французская бригада Дюсира дивизии Дюфура подошла через Ладенбург к местности между Хандшусхаймом и Доссенхаймом; её левое крыло дислоцировалось около  Гебиргскетте, а правое — Неккара. Дюфур приказал с двух сторон атаковать Хандшусхайм, оборонявшийся 4 ротами при двух орудиях.
До 10 часов утра продолжалась непрерывная перестрелка из пушек и ружей, пока от Шрисхайма не подошла дополнительная французская пехота и не сделала попытку обойти правый фланг австрийцев через гористую местность. Отряд французской армии, проведённый местным проводником, хотел пройти ущельем через горный хребет, чтобы зайти австрийцам в тыл, однако последние забаррикадировали выход из ущелья срубленными деревьями и усилили баррикаду камнями, затем сверху на ней поставили тирольских стрелков. Французы сгрудились плотной массой, и дальнейшее продвижение стало невозможно, тогда тирольцы открыли по ним сильный точный огонь. Только быстрое бегство спасло этот отряд, при этом им были брошены 2 пушки и оставлены пленные.
Исход боя между Хандшусхаймом и Доссенхаймом долго оставался неопределённым, пока не подошёл посланный Баяличем майор фон Пфанцельтер с подкреплением из двух батальонов и с 4 пушками, в результате чего французы были оттеснены.
В это же время южнее Неккара две левые колонны Амбера, при котором находился сам Пишегрю, вытеснили австрийцев из Виблингена и Эппельхайма, но не смогли продвинуться дальше этих селений. Две правые колонны остановились почти на одном уровне с левыми; началась оживлённая артиллерийская перестрелка с австрийцами Фрёлиха.
К 11 часам Дюфур усилил войска на правом фланге 5 батальонами, 6 эскадронами и 8 орудиями и возобновил атаку. Кавалерия и артиллерия были выдвинуты вперёд. Но когда французская кавалерия приблизилась к Нойенхайму, 6 эскадронов подполковника Кленау, стоявшие в резерве, атаковали её во фланг, сбили с позиции и захватили следовавшие за ней орудия. Затем кавалерия Кленау обрушилась на французскую пехоту правого фланга, в то время как майор фон Пфанцельтер со своим отрядом ударил от Хандшусхайма и выгнал противника из Доссенхайма и Шрисхайма. Бригада генерала Дюсира была рассеяна, а её командир погиб. Командир дивизии Дюфур, раненый двумя ударами сабли, попал в плен. Началось преследование бегущих деморализованных французов.
Бригада генерала Кавруа, так и не вступившая в сражение, спешно начала отход, но была настигнута австрийской кавалерией при Фойденхайме, атакована и отступила с большими потерями. К середине дня сражение на правом (северном) берегу Неккара закончилось полной победой австрийских войск.
Французы дивизии Амбера, при которых также находился их главнокомандующий генерал Пишегрю, должны были беспомощно наблюдать с другого берега Неккара за разгромом дивизии Дюфура, но ничем помочь не могли, так как сами находились под давлением австрийских атак бригады Фрёлиха, перешедшей в контрнаступление по получении известий об успехах австрийцев на северном берегу реки.
Генерал Карачай тем временем смог удержать не только свою позицию около Вислоха, но также послал большую часть своей кавалерии — 6 эскадронов — под командованием майора графа Ностица на поддержку генералу Фрелиху в Виблинген. Вовремя прибывший Ностиц атаковал французов во фланг.
Пишегрю, узнав о поражении дивизии Дюфура, приказал отступать и дивизии Амбера, которая преследовалась австрийской кавалерией до самого Мангейма.

## Результаты
Гейдельбергские магазины снабжения, которым угрожала бы стабилизация французской позиции на пространстве Неккар — Рейн, были спасены, связь обеих австрийских армий — Клерфэ и Вурмзера — гарантирована. Большее значение имел моральный эффект, который подавил дух французов и, напротив, придал австрийцам мужества и веры в собственные силы для новых действий.
14 октября Венский придворный совет объявил точные данные о потерях сторон: австрийцы захватили 9 пушек, 1 мортиру, несколько повозок с боеприпасами и 31 крытую повозку; кроме командира дивизии Дюфура были пленены 19 штабных и старших офицеров, а также около 400 рядовых; на поле сражения насчитали более 1000 тел убитых, в том числе «вражеского бригадира по имени Дюваль дю Сирард». Большая часть бежавших утонула в Неккаре. Около 30 барабанов и очень большой обоз были брошены на поле боя. В целом французские потери доходили до 2000 человек. Понадобилось три дня, чтобы захоронить на поле сражения «более 1000 мертвецов». О собственных потерях австрийцы сообщили следующее: 1 унтер-офицер, 34 рядовых и 54 лошади были убиты, 5 офицеров, 144 солдата и 78 лошадей — ранены; в дальнейшем недосчитали ещё 2 солдат и 3 лошади.